# Arrojadite-(KFe)
L'arrojadite-(KFe) è un minerale del gruppo dell'arrojadite. Fino al 2005 era conosciuto semplicemente come arrojadite per poi essere rinominato dall'IMA nell'ambito della revisione della nomenclatura del gruppo.